# Zahrádecko
Krajinná památková zóna Zahrádecko byla vyhlášena Ministerstvem kultury České republiky podle vyhlášky č. 208/1996 Sb. dne 1. července 1996. Památková zóna leží na katastrálním území obcí Zahrádky, Jestřebí, Stvolínky a Holany v okrese Česká Lípa v Libereckém kraji. Na ústředním seznamu kulturních památek je tato krajinná památková zóna o celkové rozloze 2 650 ha zapsána pod číslem 2386.

## Geografická poloha

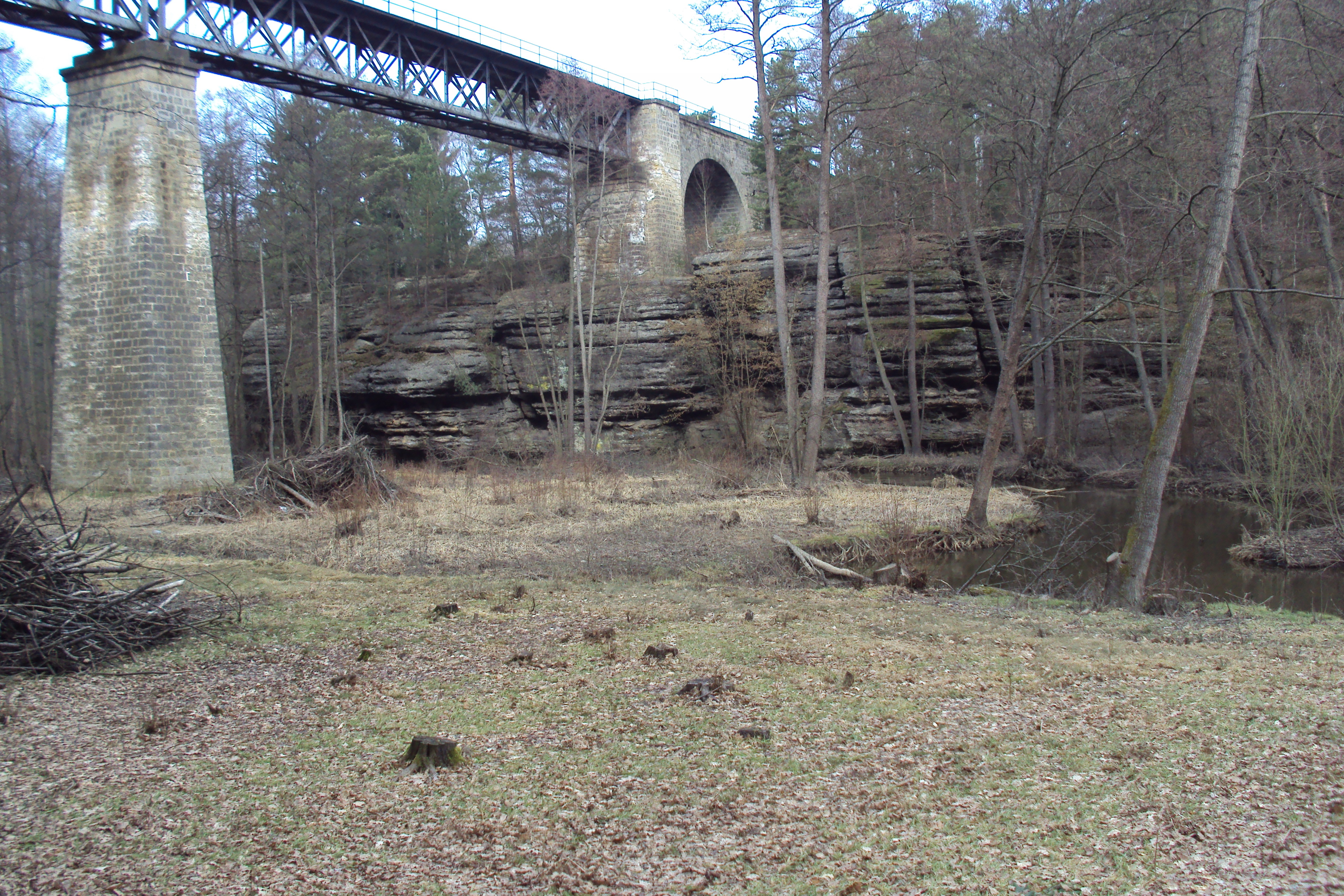
Příhradový železniční most z roku 1898 přes údolí Peklo v Karbě

Z geomorfologického hlediska Zahrádecko přináleží do okrsku Provodínská pahorkatina, který je součástí podcelku Dokeská pahorkatina v rámci Ralské pahorkatiny.
Krajinná památková zóna zahrnuje území od vsi Stvolínky na západě až po Jestřebí na východě. Nejsevernějším bodem oblasti je hospodářství Nový Dvůr v místě někdejší tvrze Dvorec na horní východní hraně národní přírodní památky Peklo. Nejjižnější hranici tvoří spojnice mezi usedlostí Kozí Roh a vesnicí Šváby jižně od zámku Vítkovec a obory Vřísek. Přirozenou osu území v prostoru od Jestřebí až po Zahrádky tvoří Robečský potok s přilehlými přítoky, Novozámeckým rybníkem, mokřady, historickými vodohospodářskými a dopravními stavbami, pískovcovými skalními útvary a skalními byty a s kaňonovitým údolím Pekla.

## Předmět ochrany
Krajinná památková zóna Zahrádecko je pozoruhodným příkladem kulturní krajiny, která je kombinací přírodních hodnot a stop, zanechaných člověkem.

### Přírodní památky a rezervace
Na území krajinné památkové zóny Zahrádecko se nachází několik významných maloplošných chráněních území. Jsou to národní přírodní rezervace Novozámecký rybník, národní přírodní památka Peklo, přírodní rezervace Jílovka a přírodní památka Zahrádky u České Lípy. Důležitým prvkem krajiny jsou též aleje, jako je například lipová alej, která vede od zahrádeckého zámku k Vřísku a jejíž první polovina je chráněna jako přírodní památka.

### Hrady, zámky a obytné budovy

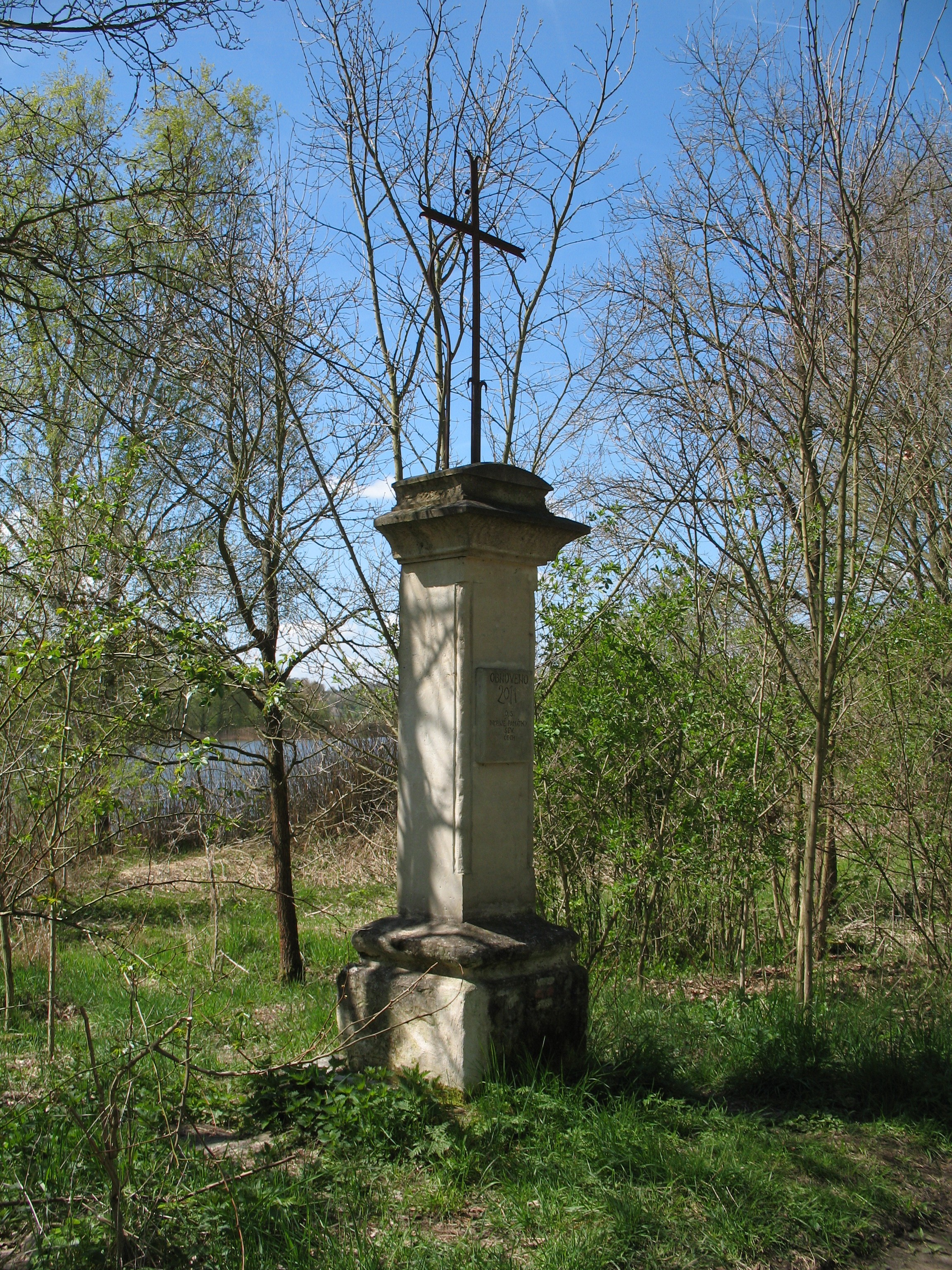
Kříž u Dolanského rybníka obnovený v roce 2011 sdružením Drobné památky severních Čech

Ústředním památkově chráněným objektem v oblasti Zahrádecka je empírový zámek v Zahrádkách s přilehlým parkem, zahrnujícím zahradní pavilón, fontánu, brány, bazén, sochu sv. Jana Nepomuckého a ohradní zeď. Objekt z roku 1547, který ve 20. století sloužil jako studijní středisko Univerzity Karlovy pro zahraniční studenty, v lednu 2003 vyhořel. Další významnou stavbou v regionu je renesanční zámek Vřísek u roku 1570 (označovaný též jako Vítkovec) na Žižkově vrchu v katastru Švábů, který je však nepřístupný a zpustlý. I tento zámek obklopuje stejnojmenná obora, která je však uzavřená pro veřejnost.
Z dalších historických sídel se na území krajinné památkové zóny nacházejí zříceniny hradu Jestřebí, romantická zřícenina Jiljov, zříceniny hradů u Hostíkovic a Milčany u Milčanského rybníka, pozůstatky hradu Rybnov v Holanech a tzv. Zahrádeckého letohrádku v bývalé bažantnici u Borku a zbytky kvítkovského hrádku (tzv. Frýdlant) v údolí Pekla. Na katastru všech dotčených obcí je mnoho památkově chráněných domů, roubených i zděných.

### Sakrální památky
V oblasti se nachází řada sakrálních památek. Jsou to kostely sv. Maří Magdalény v Holanech, kostel sv. Barbory se zvonicí v místě zaniklé středověké vsi Mnichov a kostel sv. Ondřeje v Jestřebí, dále barokní sochy světců, například socha svaté Starosty, sochy sv. Jana Nepomuckého v Borku, Jestřebí a Zahrádkách či socha archanděla Michaela u cesty před Valdštejnskou alejí.

### Historické vodohospodářské a dopravní stavby
Na území krajinné památkové zóny se nacházejí také pozoruhodné historické technické památky. Nejstaršími z nich jsou takzvané „průrvy“ – středověké kanály, vytesané v pískovcových skalách u Novozámeckého rybníka. Mnichovská průrva, skrze níž byl napájen Novozámecký rybník z Bobřího potoka, byla vytesána v době Karla IV. a v 18. století překlenuta kamenným mostem, který je součástí silnice I/9. Ze 14. století pochází i Novozámecká průrva, 175 metrů dlouhý a 14 metrů hluboký kanál, kterým se zajišťuje odtok Robečského potoka z Novozámeckého rybníka. Památkovou ochranu požívají též mosty přes výše uvedené průrvy. Na území památkové zóny se nacházejí i další výpustě, vytesané ve skalách, například u Dolanského a Hrázského rybníka.
Ve Valdštejnské aleji je památkově chráněný kamenný mostek přes Bobří potok z první poloviny 19. století, který byl původně doplněn sochami. Také 209 metrů dlouhý a 24 metrů vysoký příhradový železniční most z roku 1898 v osadě Karba (místní část obce Zahrádky) byl navržen k zařazení mezi památky.

## Fotogalerie

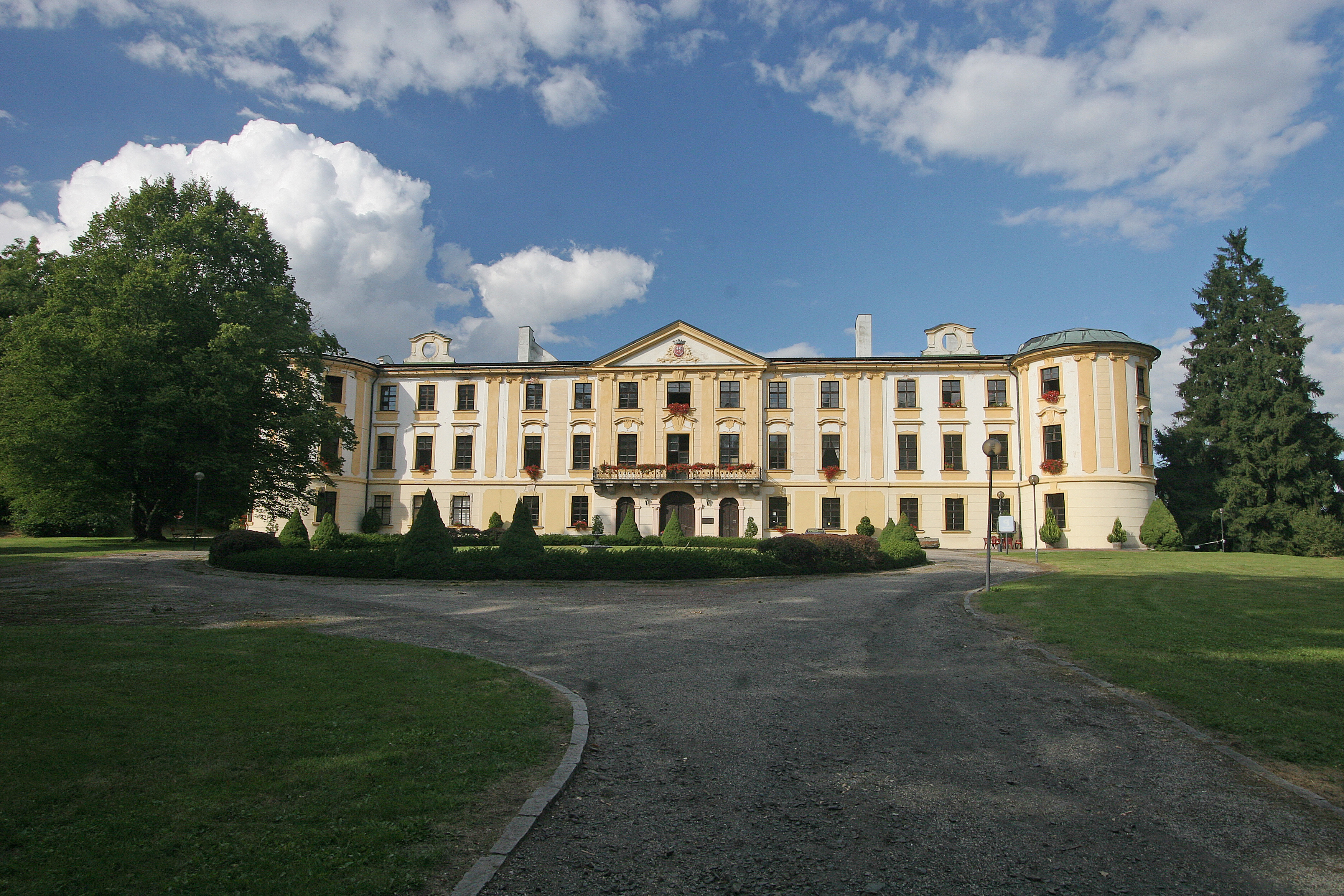
Zámek Zahrádky v roce 2013
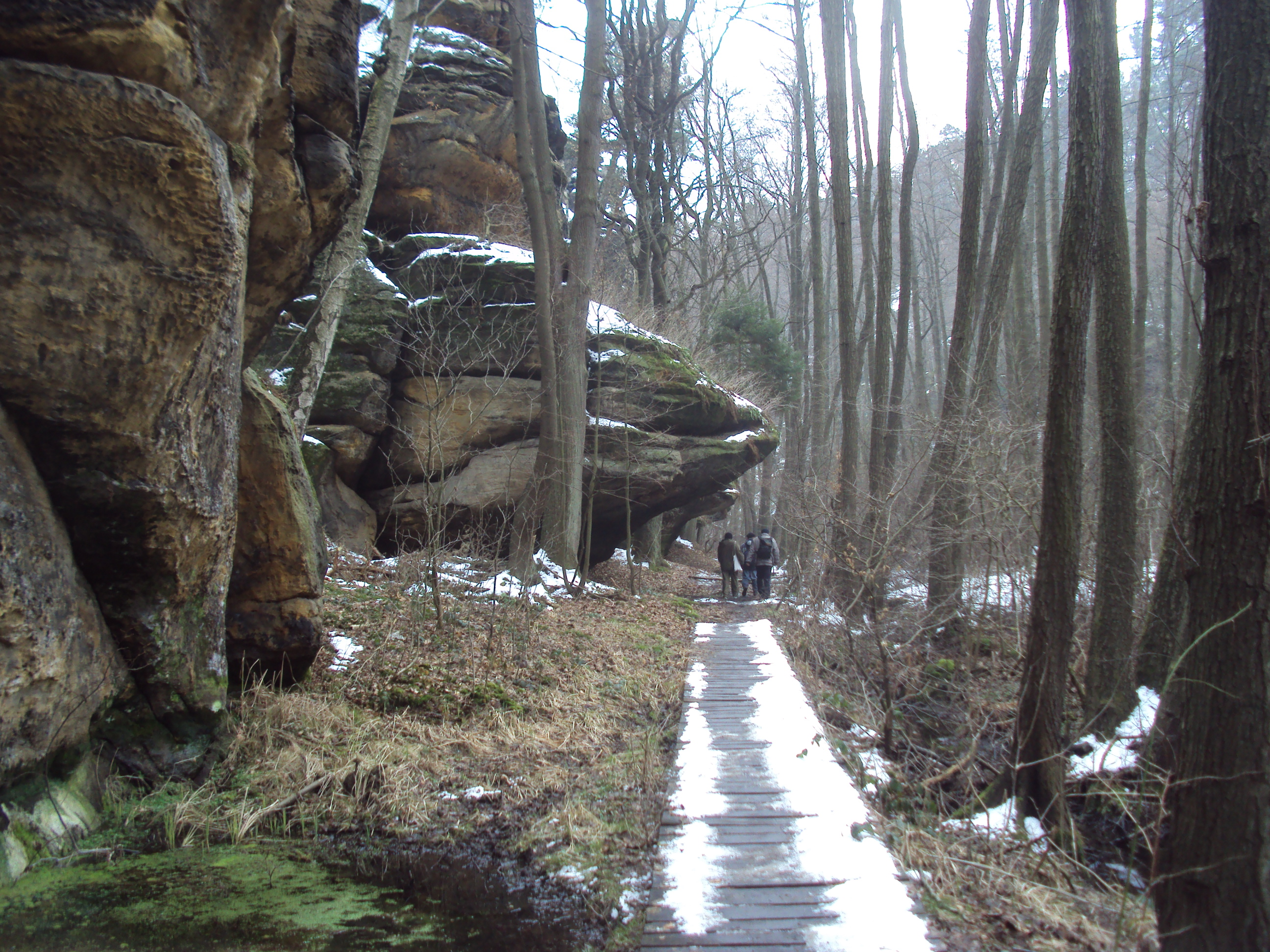
Národní přírodní památka Peklo
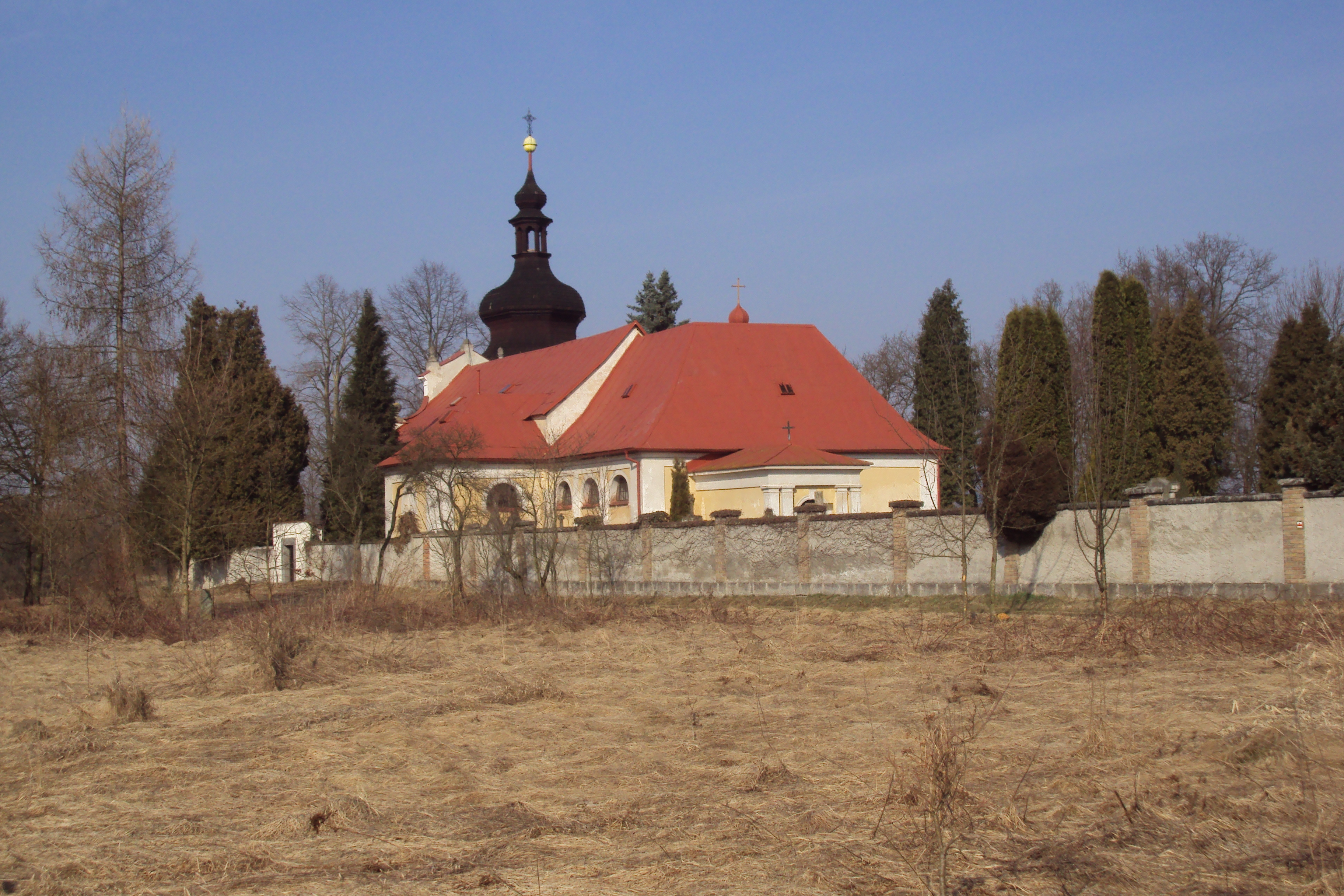
Kostel sv. Barbory ze zaniklé vsi Mnichov
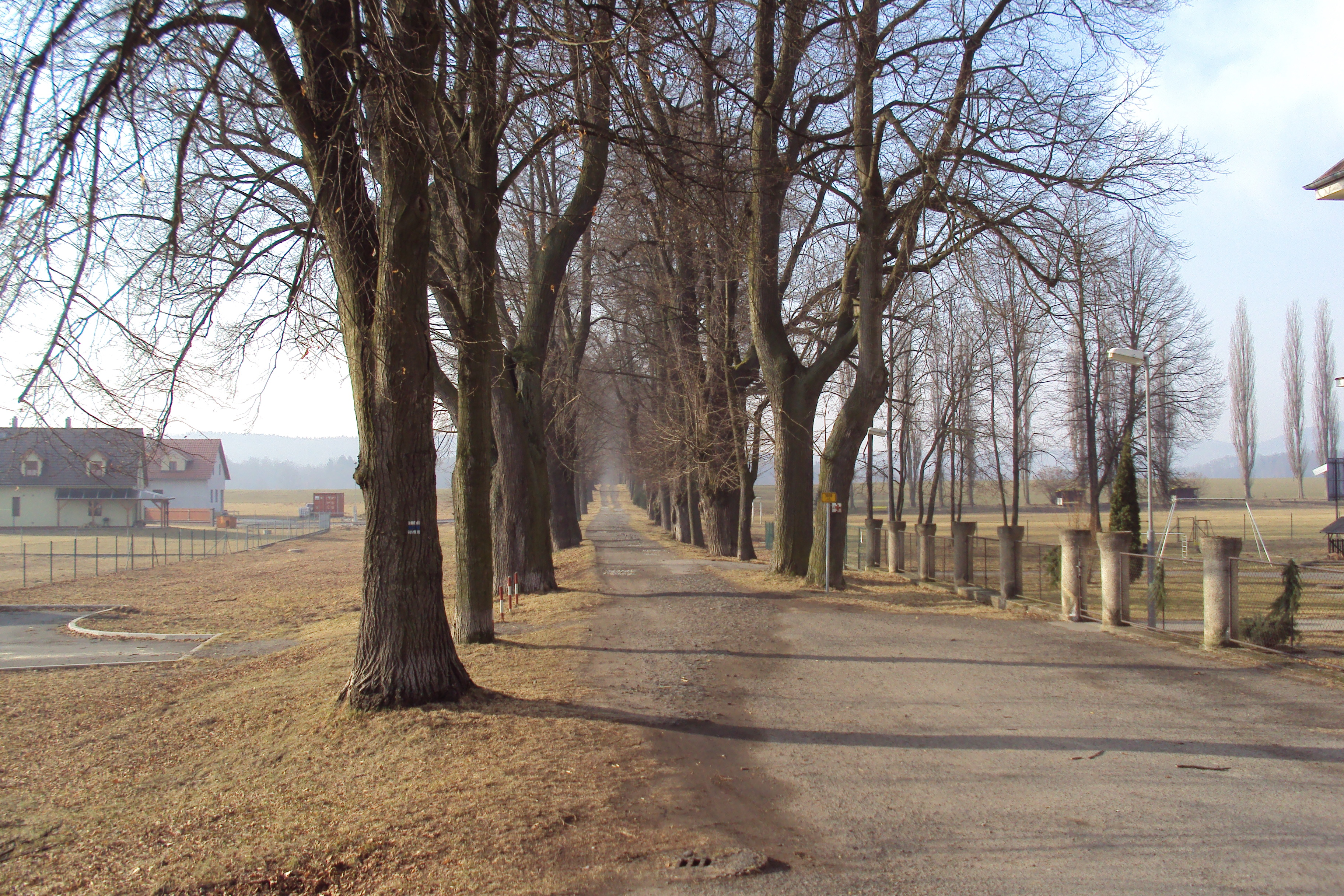
Valdštejnská alej (PP Zahrádky u České Lípy)
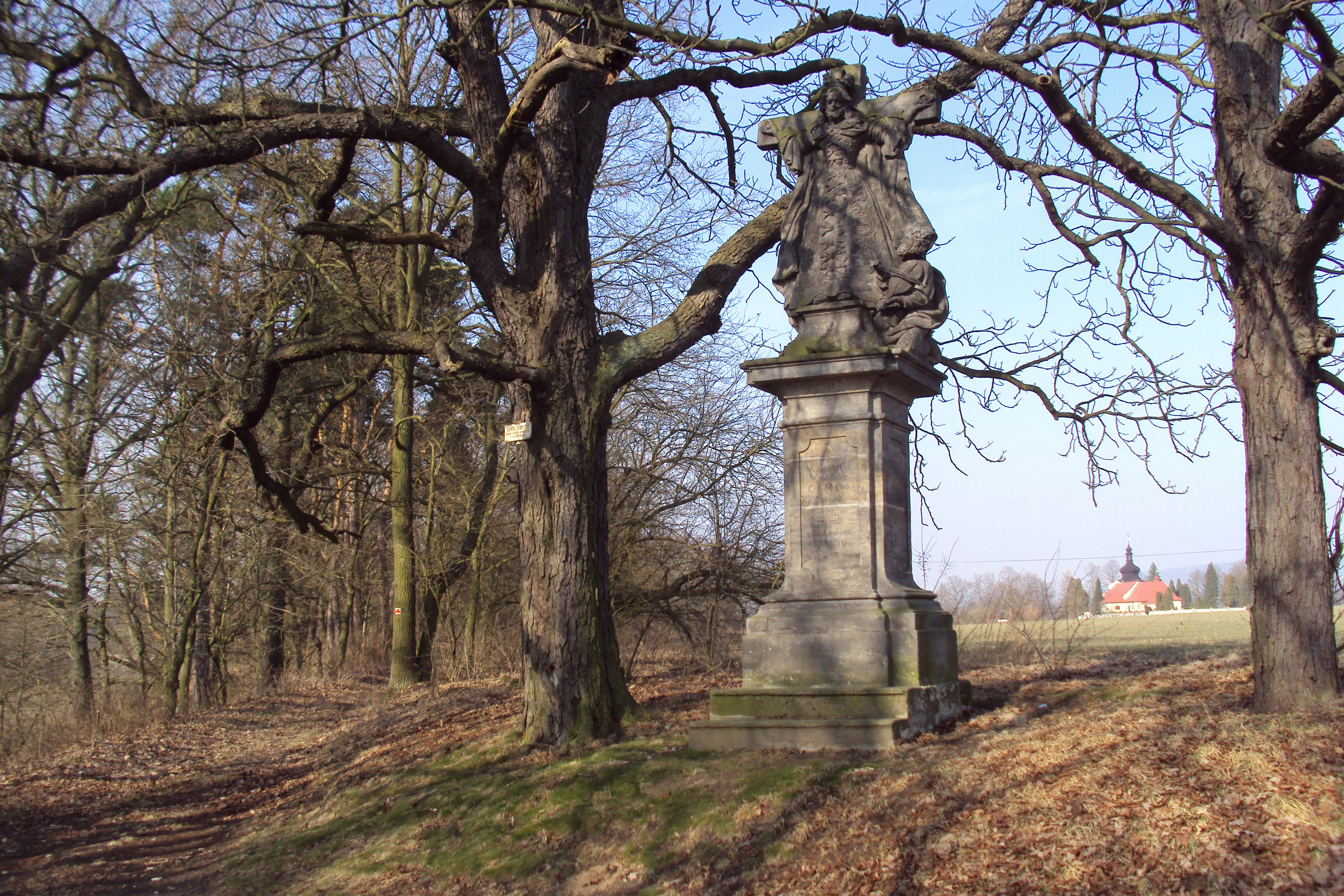
Barokná socha svaté Starosty
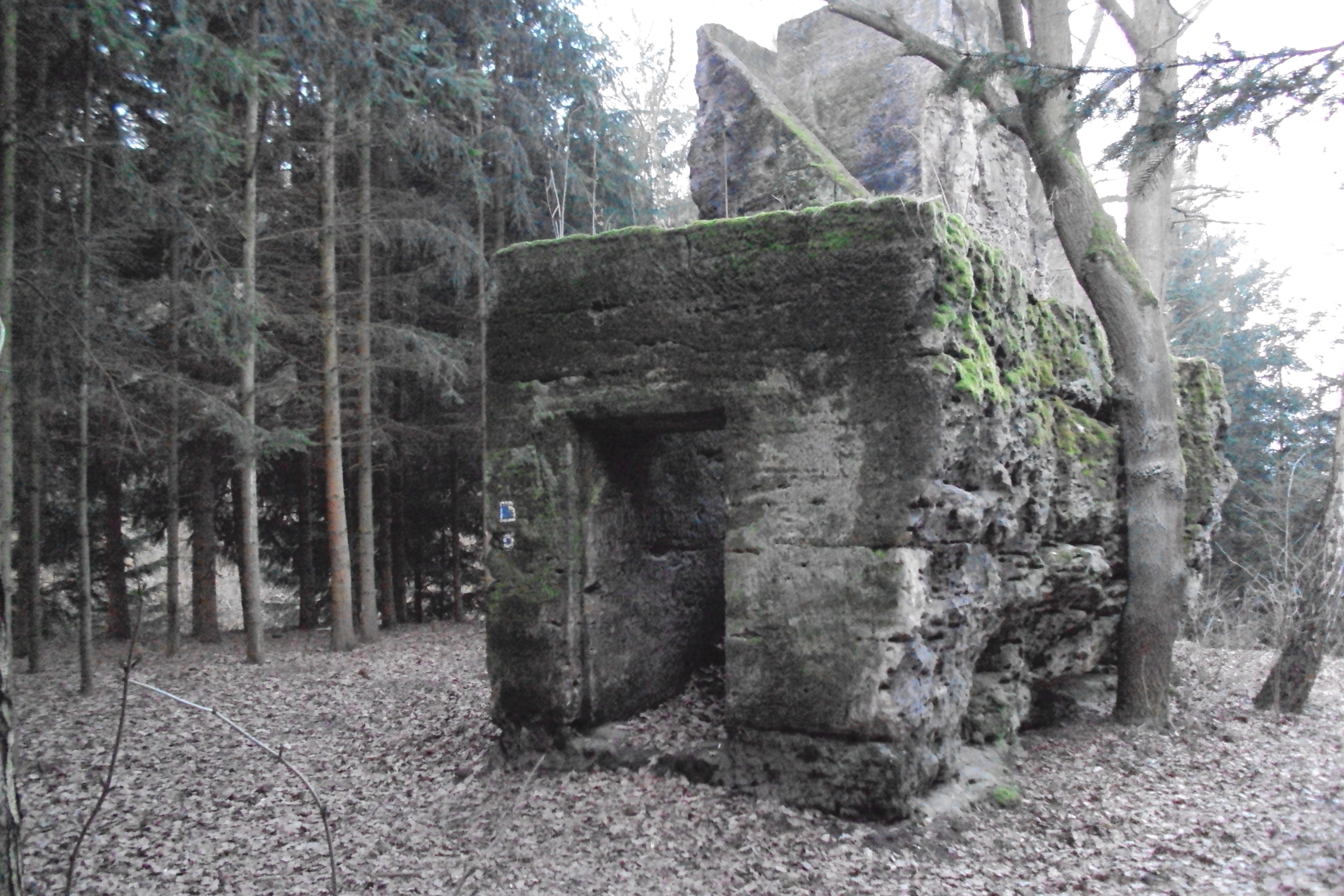
Jiljov východně od Holan
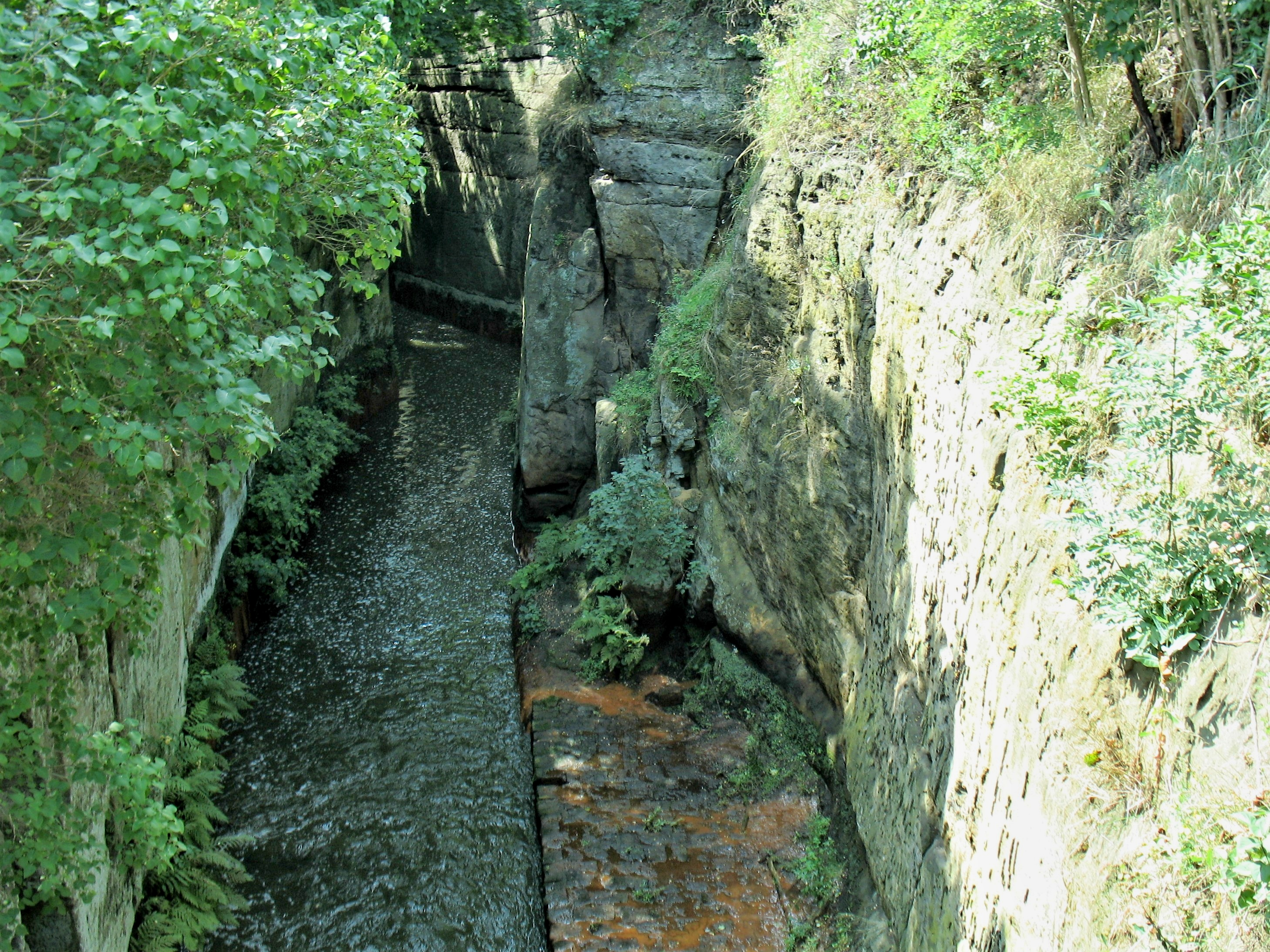
Pohled do Novozámecké průrvy
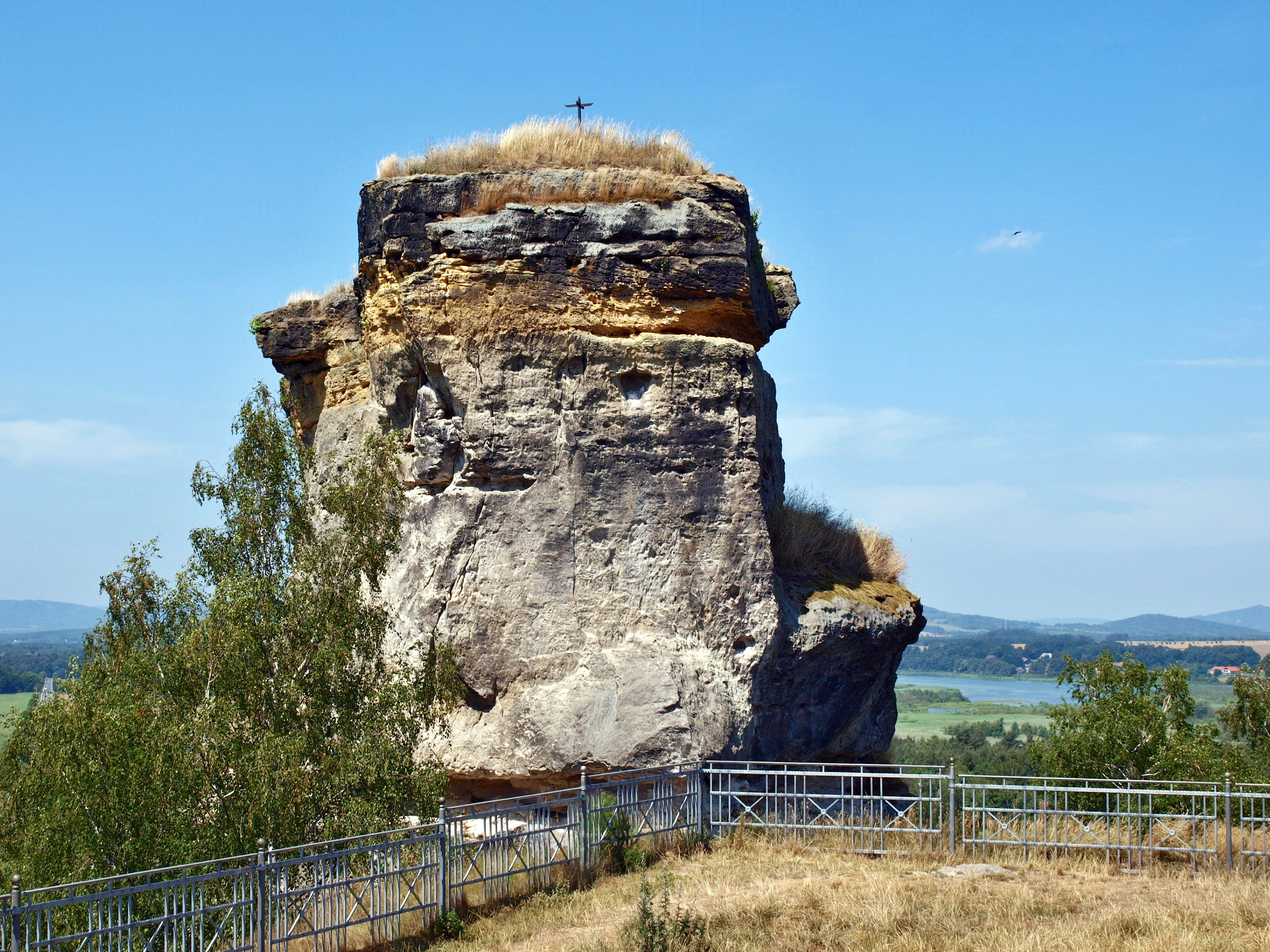
Hrad Jestřebí, v pozadí Novozámecký rybník
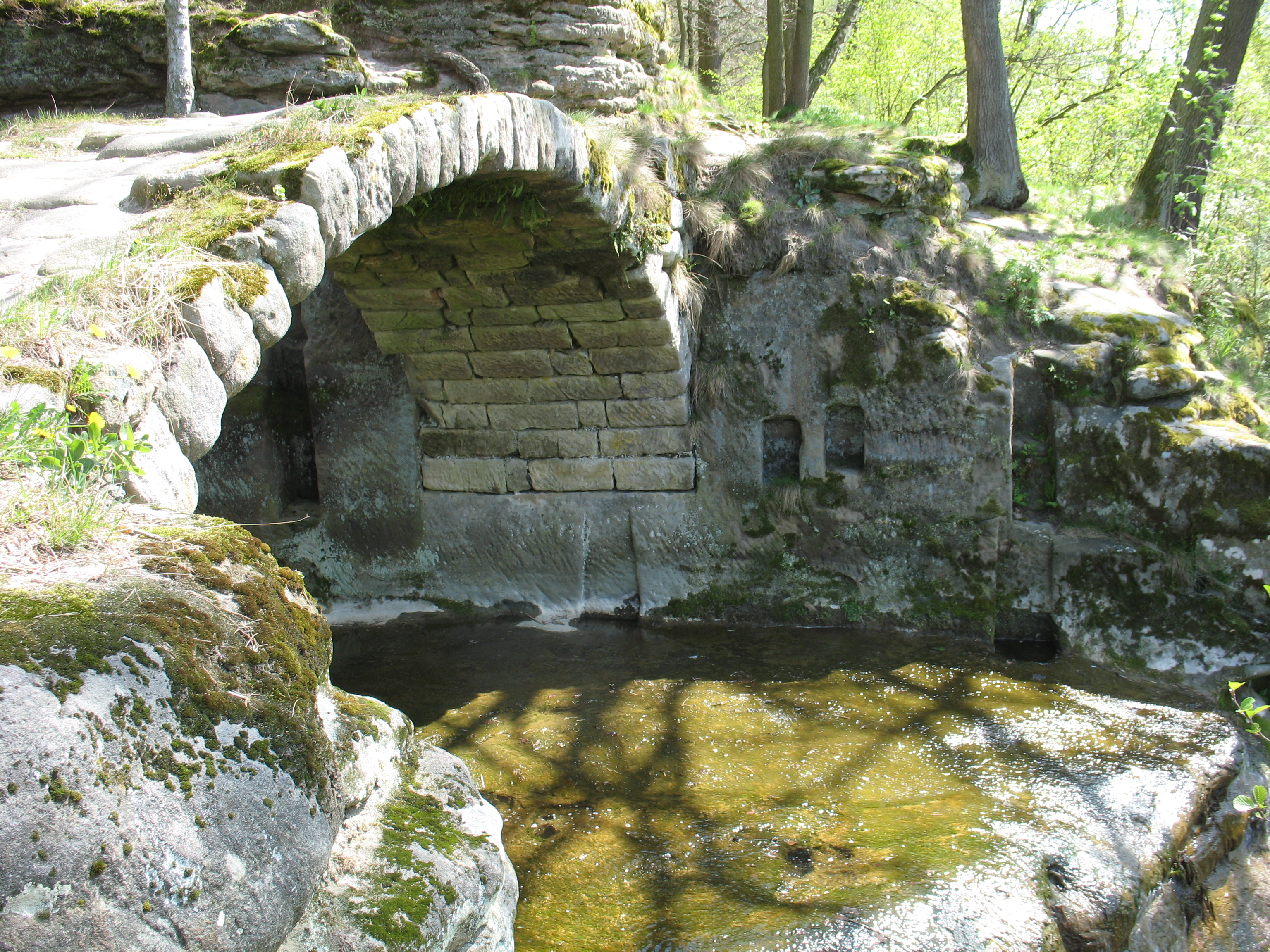
Starý kamenný mostek u Hrázského rybníka
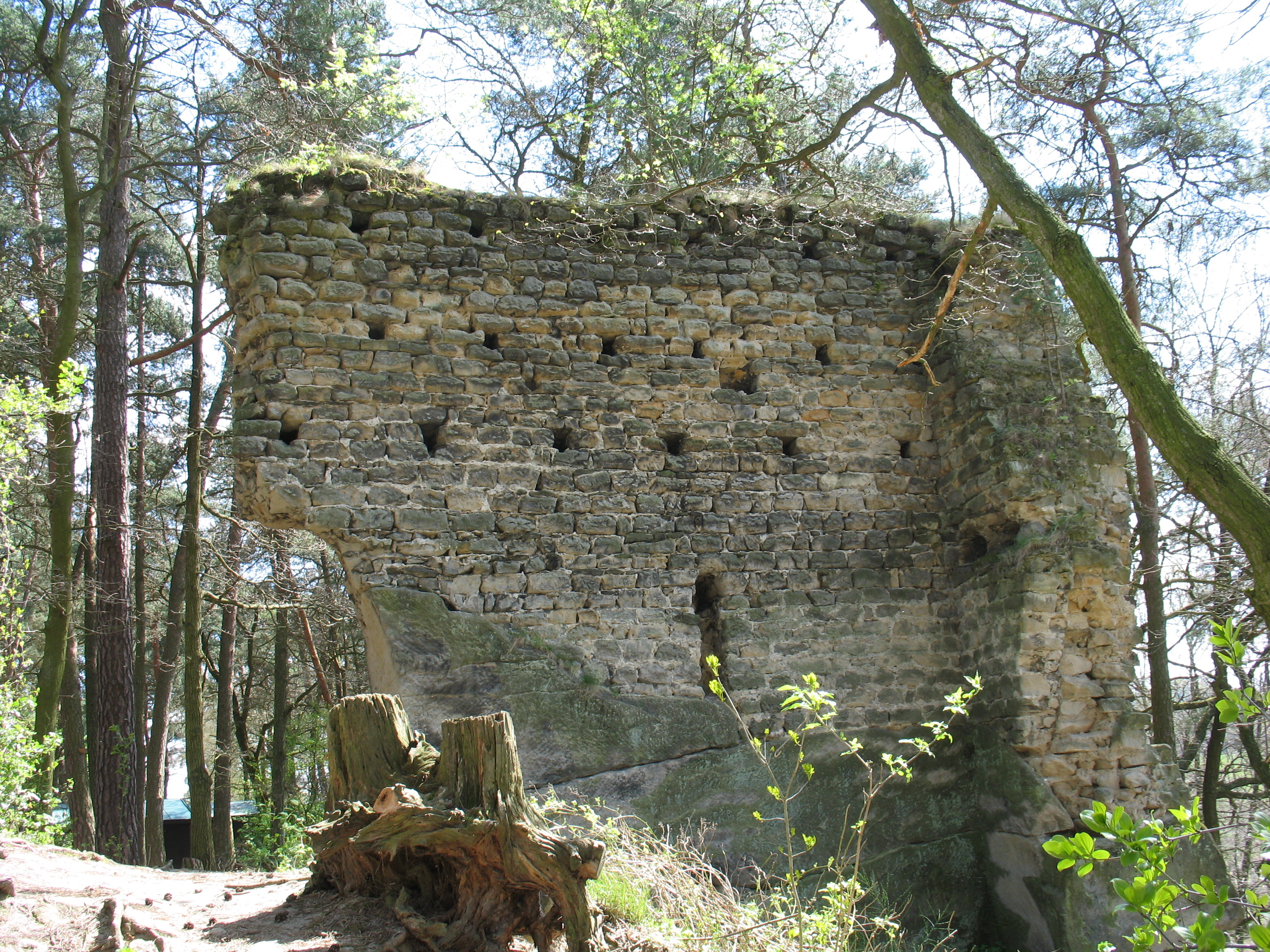
Zřícenina hradu Milčany (Vítkovce)